# 第54回ニューヨーク映画批評家協会賞
『第54回ニューヨーク映画批評家協会賞』は、1988年の優秀な映画に贈られた賞である。1988年12月15日に発表され、1989年1月15日に贈られた。

## 受賞
- 作品賞：
  - 偶然の旅行者

- 主演男優賞：
  - ジェレミー・アイアンズ - 戦慄の絆

- 主演女優賞：
  - メリル・ストリープ - A Cry in the Dark

- 助演男優賞
  - ディーン・ストックウェル - タッカー、愛されちゃって、マフィア

- 助演女優賞
  - ダイアン・ヴェノーラ - バード

- 監督賞：
  - クリス・メンゲス - ワールド・アパート

- 脚本賞：
  - ロン・シェルトン - さよならゲーム

- 撮影賞
  - アンリ・アルカン - ベルリン・天使の詩

- 外国語映画賞：
  - 神経衰弱ぎりぎりの女たち（ スペイン）

- ドキュメンタリー賞：
  - The Thin Blue Line